# ハロー、ハッピーワールド!のディスコグラフィ
ハロー、ハッピーワールド!のディスコグラフィは、日本のメディアミックスプロジェクト『BanG Dream!』から誕生した声優ユニット・ハロー、ハッピーワールド！の作品の一覧である。
メンバーは弦巻こころ（声 - 伊藤美来）、瀬田薫（声 - 田所あずさ）、北沢はぐみ（声 - 吉田有里）、松原花音（声 - 豊田萌絵）、ミッシェル / 奥沢美咲（声 - 黒沢ともよ）の5名。
なお、プロジェクト内の他ユニットとの合同作品の詳細についてはBanG Dream!のディスコグラフィを参照。また、「*」と記載のある人物は、楽曲発表時点でElements Gardenに所属していたことを示し、「▲」については、ドラマパートを示す。

## シングル

### えがおのオーケストラっ！
デビューシングル。2017年8月2日に発売された。
今作がオリコンデイリーの指定順位にランクインした際にゲーム内アイテムを配布するキャンペーンが実施された。
初回生産特典はA4クリアポスターが付属し、サーカスチケット風カード（全6種の内ランダムで1枚）と同年9月24日開催のイベント応募券が封入される。
作品背景・音楽性
弦巻こころ役の伊藤美来は、「えがおのオーケストラっ！」について歌が入る前の音源の段階から楽器の音色が跳ねていて、おもちゃ箱のようだったとアニメ!アニメ!とのインタビューの中で話している。
収録曲
全作詞：織田あすか*、全作曲・編曲：藤間仁*
1. えがおのオーケストラっ！
2. ハピネスっ！ハピィーマジカルっ♪
3. えがおのオーケストラっ！（instrumental）
4. ハピネスっ！ハピィーマジカルっ♪（instrumental）
5. 奇想天外!? 初めての作曲▲
  - 出演：ハロー、ハッピーワールド！

### ゴーカ！ごーかい!?ファントムシーフ！
2ndシングル。2018年2月14日に発売された。

### キミがいなくちゃっ！
3rdシングル。2018年12月5日に発売された
通常盤（BRMM-10139）とBlu-ray付生産限定盤（BRMM-10138）の二種類がリリースされている。このうちBlu-rayには「キミがいなくちゃっ！」のミュージックビデオ、2018年1月13日から14日に開催されたイベント『ガルパライブ』での伊藤美来出演分が収録される（収録は14日分のみ）。
初回生産特典としてオリジナルキャラクターカード（全5種の内ランダムで1枚）が封入。
収録曲（生産限定盤・通常盤共通）
全作詞：織田あすか*
1. キミがいなくちゃっ！
  - 作曲・編曲：藤間仁*

2. わちゃ・もちゃ・ぺったん行進曲
  - 作曲・編曲：末益涼太*

3. キミがいなくちゃっ！（instrumental）
4. わちゃ・もちゃ・ぺったん行進曲（instrumental）

Blu-ray（生産限定盤のみ）
1. 「キミがいなくちゃっ！」MV
2. 伊藤美来（ハロー、ハッピーワールド！ 弦巻こころ 役） ＋ バックバンド：THE THIRD（仮） ガルパライブ（2018.1.14）

### ハイファイブ∞あどべんちゃっ
4thシングル。2019年2月20日に発売された。
通常盤（BRMM-10163）とBlu-ray付生産限定盤（BRMM-10162）の二種類がリリースされる。生産限定盤のBlu-rayにはショートアニメ「BanG Dream! ガルパ☆ピコ」#1～9を収録。
初回生産特典としてオリジナルキャラクターカード1枚（全5種の内ランダムで1枚）と、2019年春以降に開催されるイベント抽選応募申込券が封入。
収録曲（生産限定盤・通常盤共通）
全作詞：織田あすか*、全作曲・編曲：笠井雄太*
1. ハイファイブ∞あどべんちゃっ
2. ふわふわ☆ゆめいろサンドイッチ
3. ハイファイブ∞あどべんちゃっ（instrumental）
4. ふわふわ☆ゆめいろサンドイッチ（instrumental）

Blu-ray（生産限定盤のみ）
1. ミニアニメ「BanG Dream! ガルパ☆ピコ」 #1～9

パフォーマンス
ライターの中里キリはアキバ総研に寄せた「BanG Dream! 7th☆LIVE DAY2:RAISE A SUILEN“Genesis”」（2019年2月22日）のレポートの中で、ゲスト出演した伊藤のパフォーマンスについて「冒険に出る楽しさを全身で表現するようなパフォーマンスで、「宝物なの」で、はにかむようにかわいらしく笑う姿には魂を抜かれそうになった。」と評価している。
評価
ライターの宮﨑大樹はSkream!に寄せたアルバム『にこにこねくと！』のレビューの中で、「ハイファイブ∞あどべんちゃっ」について、イントロの軽快なギター・リフが外に飛び出したい気持ちを思い起こさせると評価しており、「弦巻こころの底抜けに明るい歌声もマッチしていて、ハッピーな気持ちにもなれる。」と述べている。

### えがお・シング・あ・ソング
5thシングル。2019年8月21日に発売された。
表題曲「えがお・シング・あ・ソング」はテレビアニメ『BanG Dream! 2nd Season』第13話挿入歌として書き下ろされた。生産限定盤のBlu-rayにはアニメ『BanG Dream! 2nd Season』#7～8、次回予告、TVCMを収録。
収録曲（生産限定盤・通常盤共通）
全作詞：織田あすか*
1. えがお・シング・あ・ソング
  - 作曲・編曲：藤間仁*

2. はれやか すこやか ぴかりんりん♪
  - 作曲・編曲：笠井雄太*

3. えがお・シング・あ・ソング（instrumental）
4. はれやか すこやか ぴかりんりん♪（instrumental）

Blu-ray（生産限定盤のみ）
1. アニメ「BanG Dream! 2nd Season」#7〜8
2. Web用次回予告 #7〜8
3. アニメ「BanG Dream! 2nd Season」CM ハロー、ハッピーワールド！編

### にこ×にこ＝ハイパースマイルパワー！
6thシングル。2020年3月18日に発売された。
通常盤（BRMM-10244）とBlu-ray付生産限定盤（BRMM-10243）の二種類がリリースされる。生産限定盤のBlu-rayにはアニメ『BanG Dream! 3rd Season』#10～11、「バンドリ!TV」特別編 #6を収録。
収録曲（生産限定盤・通常盤共通）
全作詞：織田あすか*
1. にこ×にこ＝ハイパースマイルパワー！
  - 作曲・編曲：都丸椋太*

2. おもいでイルミネーション
  - 作曲・編曲：笠井雄太*

3. にこ×にこ＝ハイパースマイルパワー！（instrumental）
4. おもいでイルミネーション（instrumental）

Blu-ray（生産限定盤のみ）
1. アニメ『BanG Dream! 3rd Season』 #10～11
2. 「バンドリ!TV」特別編 #6

評価
ライターの宮﨑大樹はSkream!に寄せたアルバム『にこにこねくと！』のレビューの中で、「にこ×にこ=ハイパースマイルパワー！」がハロハピの楽曲の中でもロックの傾向が強いと述べており、「ギターが躍動し、小気味いい鍵盤が跳ね、"Are you Smiling?"のコーラスを真似したくなる、ライヴでは盛り上がり必至のキラー・チューンだ。」と評価している。

### うぃーきゃん☆フレフレっ！
7thシングル。2020年11月25日に発売された。
初回生産特典はオリジナルキャラクターカード（全5種の内ランダムで1枚）が封入。
収録曲
全作詞：織田あすか*
1. うぃーきゃん☆フレフレっ！
  - 作曲・編曲：藤永龍太郎*

2. えがお、み〜っけた！
  - 作曲・編曲：都丸椋太（Elements Garden）

3. うぃーきゃん☆フレフレっ！（instrumental）
4. えがお、み〜っけた！（instrumental）

## アルバム

### にこにこねくと！
1stアルバム。2021年7月14日に発売された。
Blu-ray付生産限定盤（BRMM-10351）と通常盤（BRMM-10352）の二種類あり、このうち、生産限定盤には、「にこにこねくと！」のMVとハロー、ハッピーワールド！ Sound Only Live「うぇるかむ to OUR MUSIC♪」を収録したBlu-rayが付属する。

CDは7thシングルまでの表題曲を含む8曲のほか、今作の表題曲「にこにこねくと！」を含む新曲が3曲収録されている。
また、両盤共通の初回生産特典として、ジャケットデザイン仕様のステッカーが封入。
収録内容
全作詞：織田あすか*
CD（両盤共通）
1. キミがいなくちゃっ！
  - 作曲：、編曲：藤間仁*

2. ハイファイブ∞あどべんちゃっ
  - 作曲・編曲：笠井雄太*

3. スマイルブーケで た〜まや〜！
  - 作曲・編曲：藤田淳平*

4. えがお・シング・あ・ソング
  - 作曲・編曲：藤間仁*

5. YAPPY！SCHOOL CARNIVAL☆彡
  - 作曲・編曲：藤間仁*

6. にこ×にこ=ハイパースマイルパワー！
  - 作曲・編曲：都丸椋太*

7. ないすみちゅっ！
  - 作曲・編曲：竹田祐介*

8. ゴーカ!ごーかい!?ファントムシーフ!
  - 作曲・編曲：藤間仁*

9. うぃーきゃん☆フレフレっ！
  - 作曲・編曲：藤永龍太郎*

10. えがおのオーケストラっ！
  - 作曲・編曲：藤間仁*

11. にこにこねくと！
  - 作曲・編曲：藤間仁*

Blu-ray（生産限定盤のみ）
1. 「にこにこねくと！」MV
2. ハロー、ハッピーワールド！ Sound Only Live「うぇるかむ to OUR MUSIC♪」

反響
本作は、音楽配信サービス「mora」の週間ハイレゾベスト10(7月12日～7月18日)にて8位にランクインした。
評価
ライターの宮﨑大樹はSkream!に寄せたレビューの中で、「"世界を笑顔に！"という純粋で揺るぎない想いがあるからこそ、徹頭徹尾ブレない、バンドのスタンスが表現された」と評価している。
また、宮崎は個別の楽曲についても評価を寄せており、このうち「ないすみちゅっ！」については、「明るくキラキラとしたサウンドに、スクラッチ音やラップも盛り込まれ、ガラッと場面が展開して振り回される感覚が癖になる。」と評している。